# Club Remeros Escandinavos

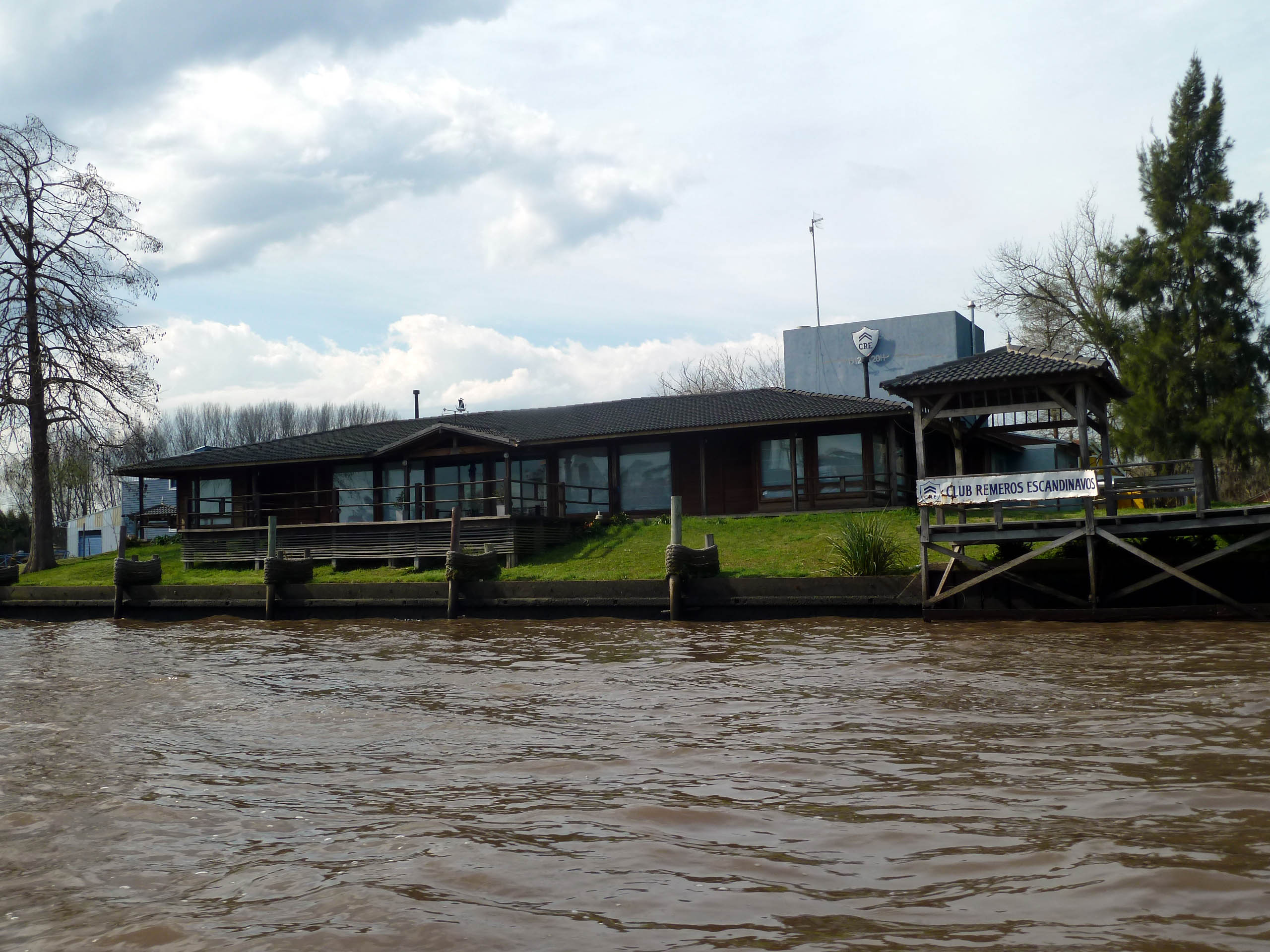
Edificio del club

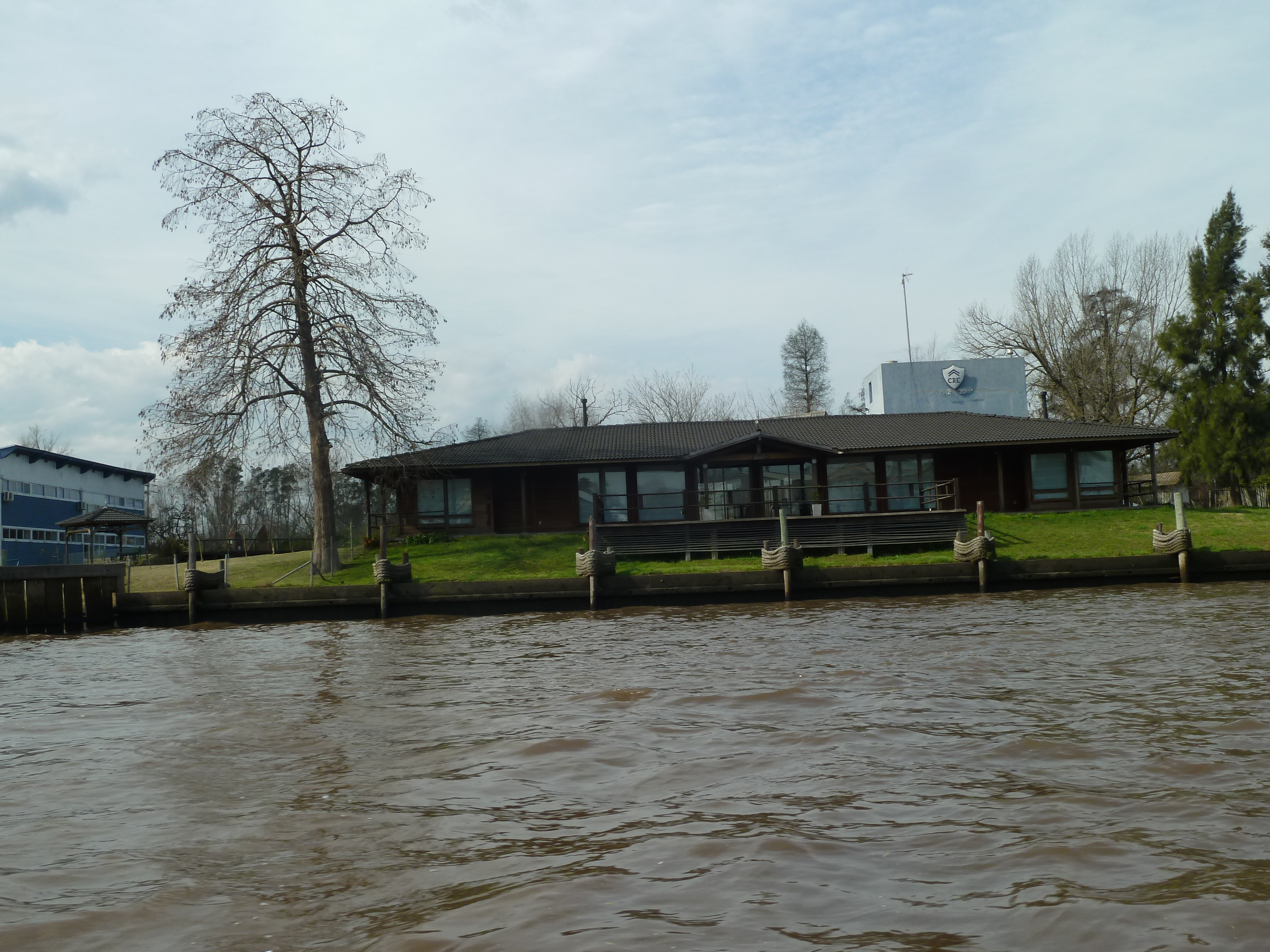
Otra foto del edificio del club

El Club Remeros Escandinavos es un club privado con fines deportivos situado en la ciudad de Tigre en la Provincia de Buenos Aires a unos 30 km de la ciudad de Buenos Aires, Argentina.

## Historia
El Club Remeros Escandinavos fue fundado por ciudadanos noruegos, suecos, finlandeses y daneses el 26 de octubre de 1912 . Siendo su primer Presidente Ivar Andresen.
Una nota invitaba a concurrir a una reunión a realizarse el día 26 de octubre. En la misma se vertían algunos conceptos como estos: 

“Nosotros los escandinavos cuya evolución, tanto corporal como espiritual, esta ligada con la vida al aire libre y sus deportes, sentimos la falta aquí de dichos esparcimientos esenciales. Sin embargo, existe un deporte magnífico que fácilmente suple tal necesidad –el remo- que no puede efectuarse en mejor sitio que en el Tigre, entre sus ranchos e islas. Esto es apropiado no sólo para las personas de edad que desean buscar un esparcimiento en cortos o largos viajes por el Delta, sino especialmente para la juventud que desea fortificar su cuerpo y alma en entrenamientos y regatas”.

La reunión se llevó a cabo en el restaurante “Luzio”, la propuesta fue escuchada y obtuvo la aprobación de los concurrentes. 
Se fundó de esta manera el Club Remeros Escandinavos. El remo se practicó desde los primeros días y lograron su primera victoria en las regatas del 11 de noviembre de 1913. 
En los primeros tiempos el club funciona con su sede sobre el río Luján y calle Colón para luego trasladarse a la calle Túpac Amaru en la desembocadura de río Reconquista siempre sobre del río Luján.

## Infraestructura
- Club House 300 metros con gran deck todo sobre el Río Luján
- Club House anexo histórico de 120 metros
- Piscina con solárium
- Vestuarios generales
- Dormitorios socias y socios
- Quincho con capacidad para 120 personas con 3 parrillas
- Dársena para amarras de lanchas y cruceros
- Lancha propia

## Infraestructura deportiva
Esta es la infraestructura del club para el desarrollo del deporte
- Galpón de botes de paseo y regatas
- 3 Cancha de tenis de polvo de ladrillo
- 1 Cancha de vóley
- Fútbol (se utiliza la misma que para la práctica de vóley)
- Sala de juegos (ping-pong, metegol, pool), sala de TV
- Dársena. De 6000 metros para práctica de remo y kayak para chicos

## Deportes practicados en el club
- Remo
- Tenis
- Natación